# Steppe boisée d'Europe orientale
Localisation
La steppe boisée d'Europe orientale est une écorégion terrestre définie par le Fonds mondial pour la nature (WWF), qui appartient au biome des forêts de feuillus et forêts mixtes tempérées de l'écozone paléarctique. Elle constitue une bande de transition entre la steppe pontique au Sud et les forêts mixtes d'Europe centrale et orientale à l'Ouest et au Nord. Cette formation végétale est constituée de prairies plus ou moins arborées et mêlées de forêts de feuillus (en particulier de chênes, tilleuls, bouleaux, trembles et fruitiers sauvages), souvent sur des terres noires ou des sols calcaires, qui s'étend des Carpates au pied de l'Oural, à travers la Roumanie, la Moldavie, l'Ukraine et la Russie. Ces régions très fertiles ont généralement été transformées au profit de l'agriculture.

## Galerie

Paysages de la steppe boisée
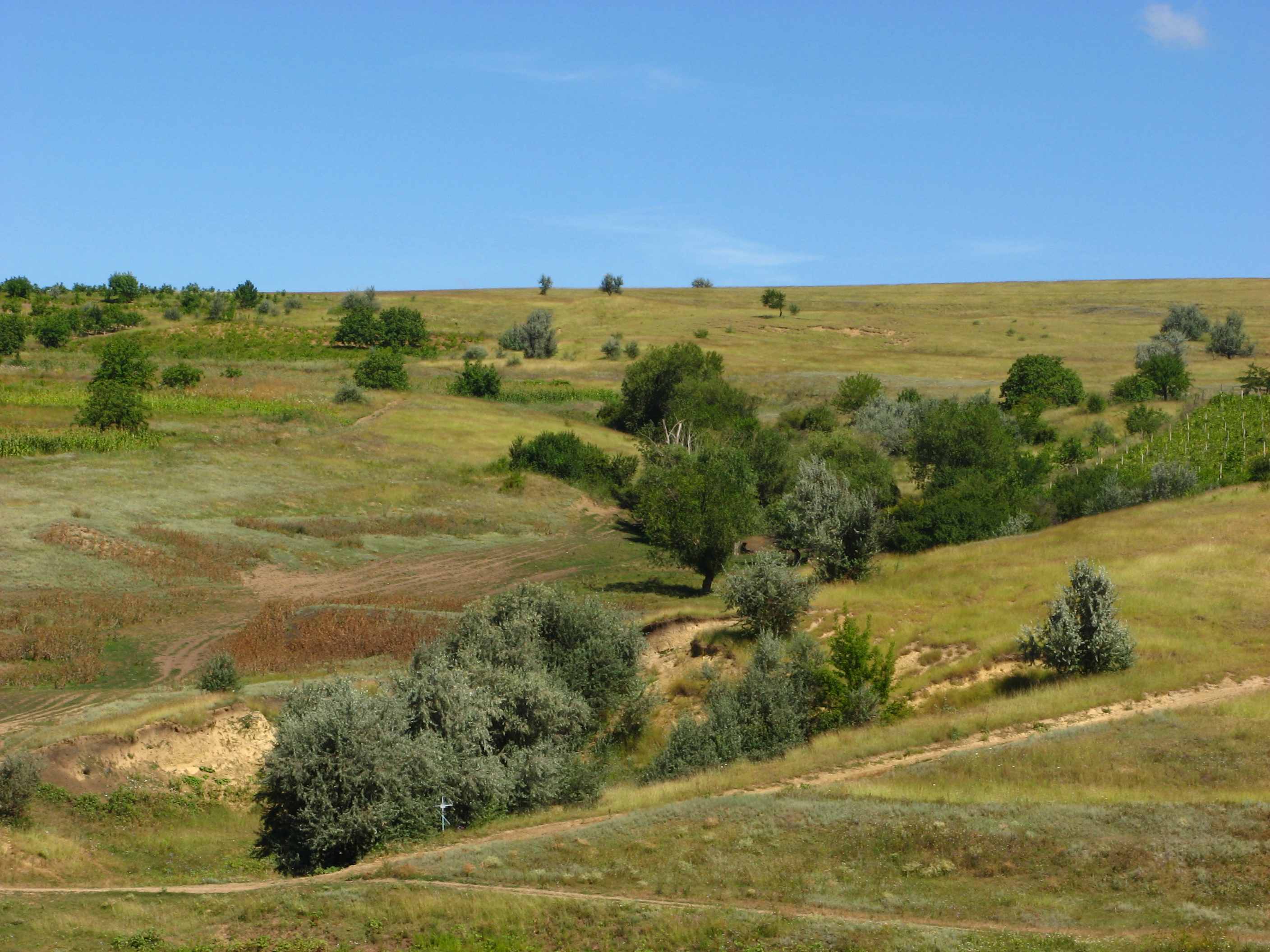
Raion de Rezina, Moldavie, 2013
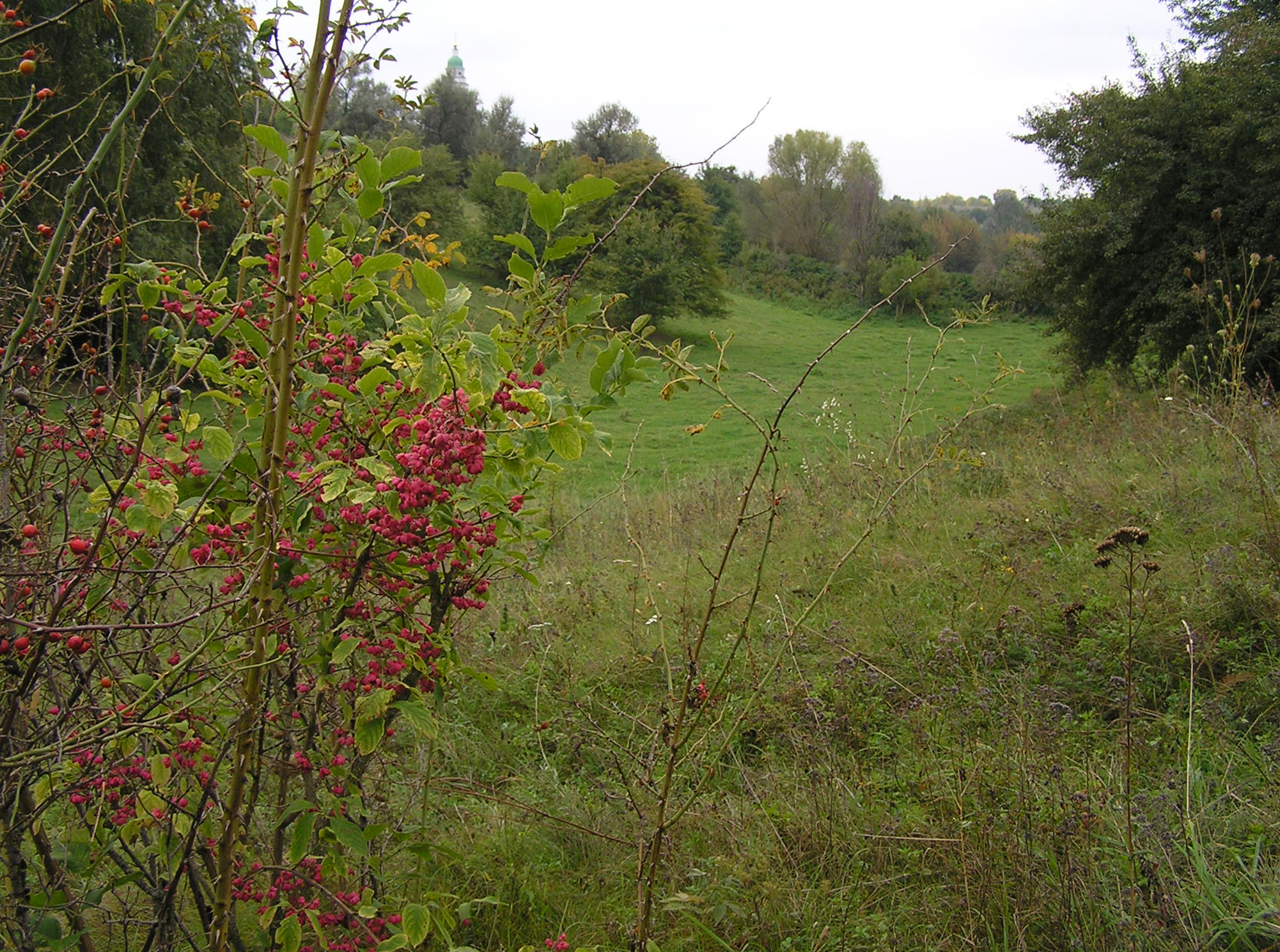
Oblast de Poltava, Ukraine, 2012

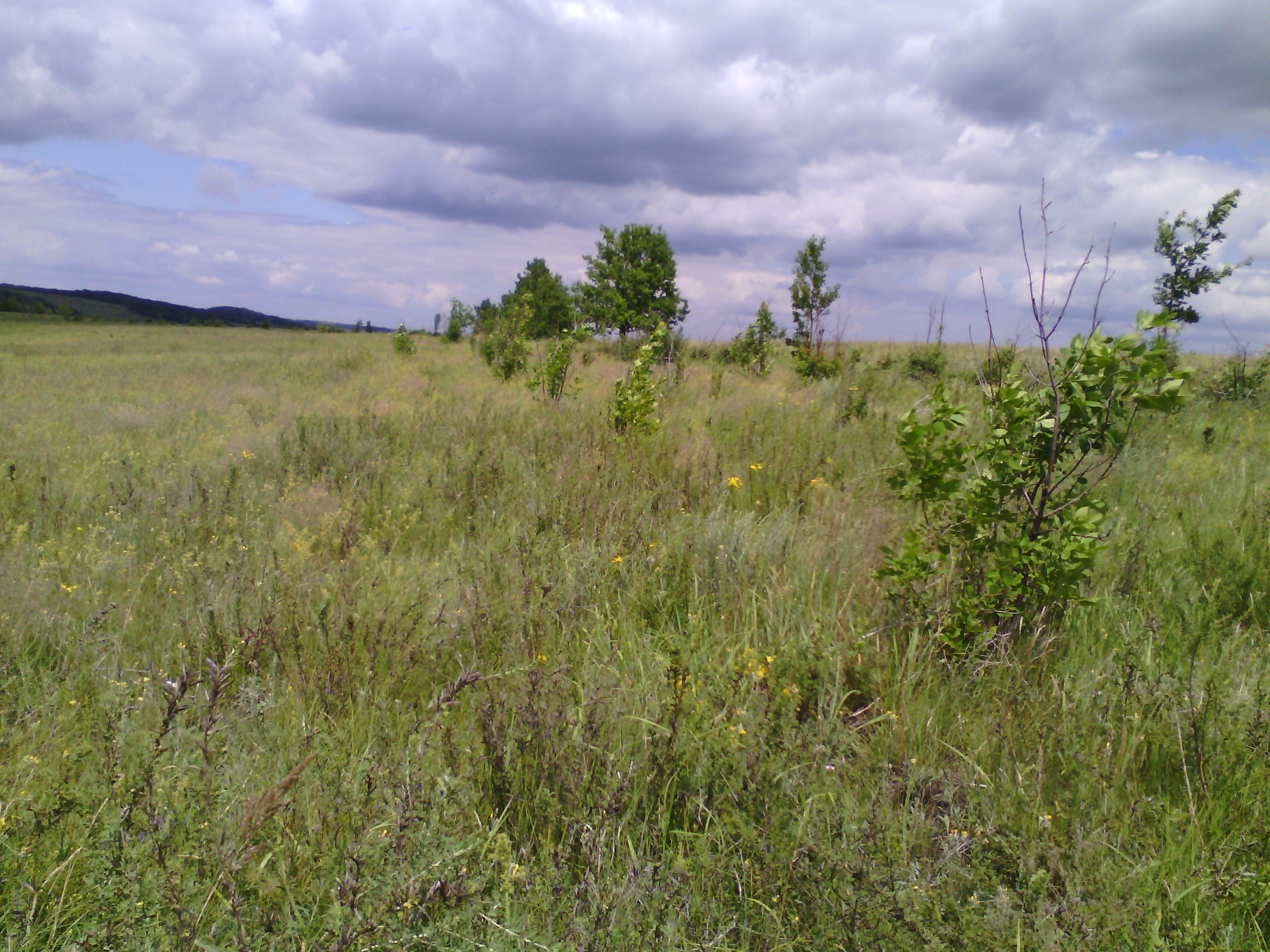
Oblast de Voronej, Russie, 2016
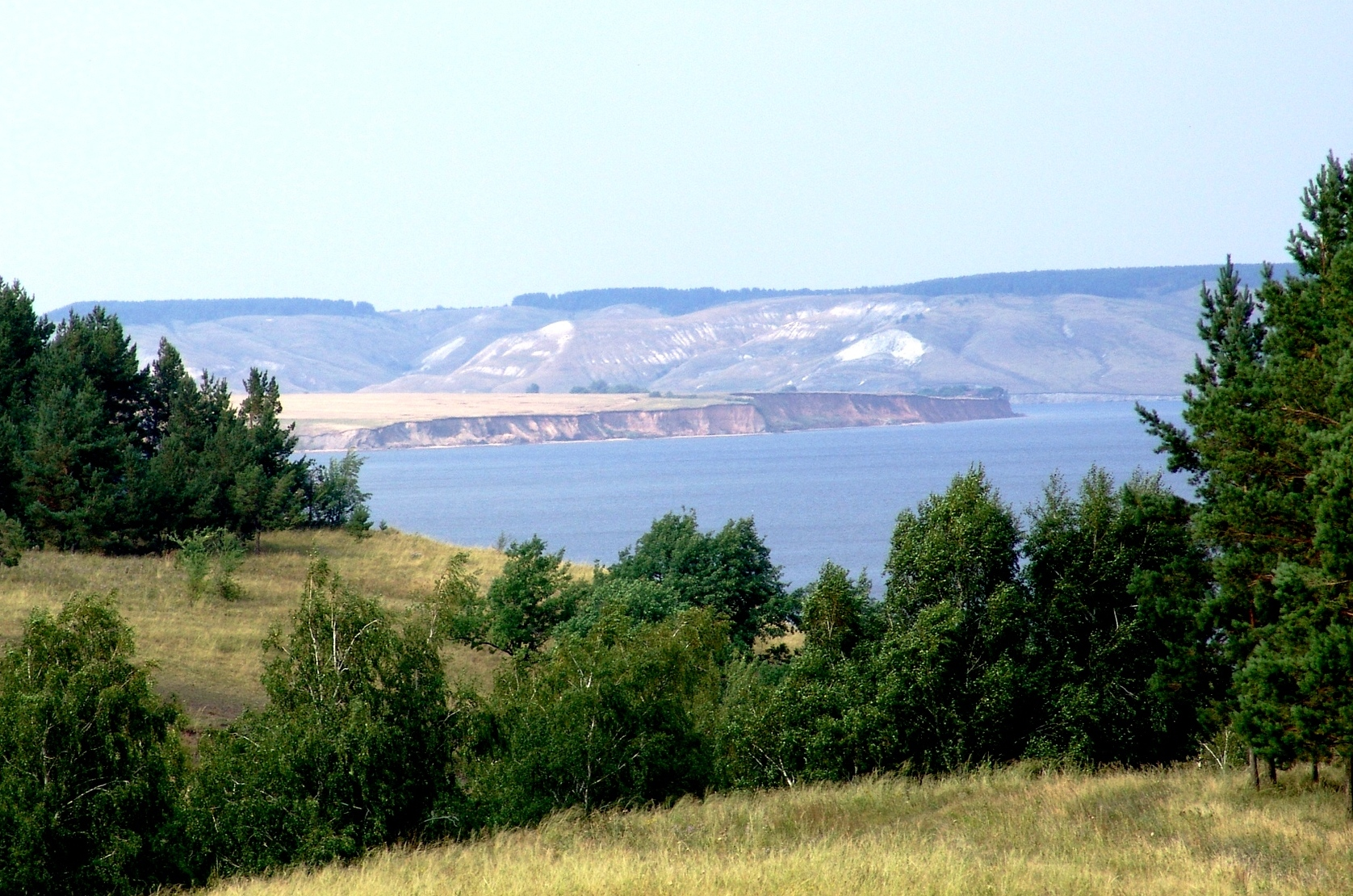
Oblast de Samara, Russie, 2005